# Xã Partridge, Quận Woodford, Illinois
Xã Partridge (tiếng Anh: Partridge Township) là một xã thuộc quận Woodford, tiểu bang Illinois, Hoa Kỳ. Năm 2010, dân số của xã này là 593 người.